# مجدي عبد الوهاب
مجدي عبد الوهاب (1 يناير 1953 - 23 مارس 2023) هو ممثل مصري بدأ مشواره الفني في منتصف التسعينات، اشتهر بدور شوقي في مسلسل عائلة الحاج متولي (2001).

## تعليمه
درس الطب بجامعة القاهرة، بقسم الجراحة ثم انتقل إلى قسم الأمراض النفسية وفي الوقت نفسه درس بالمعهد العالي للفنون المسرحية قسم التمثيل والإخراج وسيناريو.

## أعماله

### أفلام
- 1996:نزوة
- 1999:ولا في النية أبقى
- 2000:امرأة تحت المراقبة

### مسلسلات
- 2000:سوق الرجالة
- 2000:الفجالة
- 2000:البصمة
- 2001:عائلة الحاج متولي
- 2001:حمزة وبناته الخمسة
- 2002:وحلقت الطيور نحو الشرق
- 2002:بين شطين ومية
- 2002:اللؤلؤ المنثور
- 2003:قمر سبتمبر
- 2004:فجر ليلة صيف
- 2004:عيش أيامك
- 2004:عفاريت السيالة
- 2004:القاهرة منفلوط والعكس
- 2004:السيف الوردي
- 2005:رياح الغدر
- 2005:الشارد
- 2007:المصراوية ج1: الفجر في بشنين
- 2007:أزهار
- 2008:مسك الليل
- 2009:نساء لا تعرف الندم
- 2009:قاتل بلا أجر
- 2009:الباطنية
- 2009:الأشرار
- 2010:قصة حب
- 2010:أكتوبر الآخر
- 2011:سمارة
- 2012:فيرتيجو
- 2012:الإخوة الأعداء
- 2012:ابن ليل
- 2014:المرافعة
- 2015:الصندوق الأسود
- 2017:الدخول في الممنوع